# Gaston Strobino
Gaston Maurice Strobino (Büren an der Aare, 23 agosto 1891 – Downers Grove, 30 marzo 1967) è stato un maratoneta statunitense.

## Palmarès
- Bronzo a Stoccolma 1912 nella maratona.